# NJIT Highlanders
NJIT Highlanders (Montañeses del Instituto Tecnológico de Nueva Jersey) es el nombre de los equipos deportivos del Instituto de Tecnología de Nueva Jersey, situado en Newark, Nueva Jersey. Los equipos de los Highlanders participan en las competiciones universitarias organizadas por la NCAA, y forman parte de la America East Conference, excepto el equipo de voleibol masculino, que compite a la Eastern Intercollegiate Volleyball Association, y los equipos de tenis masculino y femenino, que compiten en la Southland Conference.

## Apodo
En 1949 los estudiantes votaron por el nombre de sus equipos deportivos. Sólo había 700 estudiantes, de los que 333 votaron, y eligieron el nombre de "Highlanders", por encima de otras opciones como "Westonians", "Red Devils" o "Red Rockets". La elección del nombre, traducido como los de las tierras altas se debe a que la universidad se encuentra situada en la zona montañosa de Newark.

## Equipos
Los Highlanders tienen 17 equipos oficiales, 10 masculinos y 7 femeninos:
| - Masculino - Baloncesto - Fútbol - Lacrosse - Béisbol - Voleibol - Atletismo - Cross - Tenis - Natación - Esgrima | - Femenino - Baloncesto - Cross - Fútbol - Esgrima - Voleibol - Tenis - Atletismo |